# WeTab
Das WeTab war ein im März 2010 vorgestellter Tablet-PC, dessen Produktion, Verkauf und Weiterentwicklung 2012 eingestellt worden ist. Das Bedienkonzept und die Benutzeroberflächen entwickelte die 4tiitoo AG. Entwickelt wurde das Gerät seit 2007 auf Basis einer Hardware von Pegatron, Produkthaftung und Support übernahm Medion. Die Markteinführung erfolgte im Rahmen eines Joint-Ventures mit dem Unternehmen Neofonie; die Zusammenarbeit endete im November 2010. Vor der Markteinführung wurde das Gerät oft mit dem Apple iPad verglichen, später distanzierte sich der Hersteller von diesem Vergleich. Nach mehreren Verzögerungen wurde das Gerät ab September 2010 ausgeliefert. Bei Tests in der Fachpresse wurde das Gerät vielfach als technisch unfertig und der Konkurrenz unterlegen kritisiert. Daraufhin behob die 4tiitoo AG teilweise die Kritikpunkte an der Software durch Over-the-Air-Updates. Die für das WeTab notwendige Serverlandschaft wird durch die Nachfolgefirma 42 Abwicklungs AG betrieben, da das Unternehmen im November 2013 Insolvenz anmeldete.

## Technik

### Hardware
Als Hardwarebasis dient der Lucid Tablet PC der Asus-Tochter Pegatron. Pegatron und das Designbüro Pega D & E wurden dafür mit dem iF product design award 2011 des iF Industrie Forum Design ausgezeichnet.
Der Prozessor des WeTabs ist ein Intel Atom N450 mit 1,66 GHz Taktung. Es verwendet eine gesteckte SSD mit 16 bzw. 32 GB und hat 1 GB Arbeitsspeicher. Die Bildschirmoberfläche besteht aus einem 11,6-Zoll-Touchscreen mit 1366 × 768 Pixel. Neben zwei integrierten USB-Anschlüssen, SD-Cardreader, Audioausgang, SIM-Card-Slot und Mini-HDMI-Anschluss hat es zusätzlich eine 1,3-Megapixel-Webcam. Integriert sind Bluetooth 2.1, WLAN-n sowie optional UMTS/HSDPA und eine GPS-Funktion.
Das WeTab hat ein Magnesium-Aluminium-Gehäuse, misst 295 mm × 189,7 mm × 15 mm und wiegt insgesamt 995 bzw. 1020 Gramm. Damit war es, nach dem JooJoo von Fusion Garage, der größte und zugleich schwerste Tablet-Computer im Massenmarkt. Die Akkulaufzeit wird mit bis zu sechs Stunden angegeben.

### Software
Als Betriebssystem kommt das auf Linux basierende MeeGo 1.0 zum Einsatz. Die Benutzeroberfläche wurde durch das von 4tiitoo entwickelte WetabOS ersetzt. Auf dem WeTab sind native Linux-Programme, aber auch Adobe-AIR-Apps ausführbar. Die Unterstützung von Android-Apps war seit Marktstart angekündigt und wurde als Beta zum 31. März 2011 durch eine virtuelle Maschine realisiert. Adobe Flash in HD wird laut Hersteller ab Softwareversion 2.3 unterstützt.
Vorinstalliert sind neben Basis-Anwendungsprogrammen (z. B. Dateimanager, WeTab App-Store) einige Internetprogramme (Webbrowser, E-Mail), Multimediaprogramme (E-Book-Reader, Mediengalerie, Videoplayer, Musikplayer, Webcam), Open Office sowie mehrere Web-Widgets, welche RSS-Content von Webseiten einbinden oder Schnellzugriff auf die interne Suchfunktion der Webseite erlauben. Einige der Programme wurden speziell für das WeTab entwickelt oder dafür angepasst.
Es ist möglich, andere Betriebssysteme zu installieren, die die X86-Architektur unterstützen, z. B. Microsoft Windows 8 oder Ubuntu. Auch das Open-Source-Projekt Android-X86 unterstützt mit seinen Distributionen das WeTab inzwischen vollständig.

## Geschichte

### Entwicklung
2007 gründete Tore Meyer gemeinsam mit Stephan Odörfer die Firma 4tiitoo mit der Absicht, einen Tablet-PC für den Massenmarkt zu entwickeln. Nach Beta-Tests mit 150 Benutzern im Jahr 2009 fand 4tiitoo mit der Berliner Firma Neofonie einen Partner im Medienbereich, der seine E-Publishing-Software „WeMagazine“ in das Konzept mit einbrachte. Die gemeinsame Intention von „Vertriebsaktivitäten in der Verlagsbranche“ wurde gestärkt durch die Ankündigung von Kooperationen z. B. mit dem Verlag Gruner + Jahr, der im März 2010 bekanntgab, einige E-Magazine neben dem Apple iPad auch auf dem nunmehr WePad genannten Gerät zu veröffentlichen, namentlich den Stern, sowie eventuell gefolgt von GEO und Gala. Bei seiner ersten Ankündigung stieß das Vorhaben des fast unbekannten Unternehmens gegen das angekündigte iPad von Apple anzutreten auf starkes, teils sogar internationales Interesse. Zu dieser Zeit plante die WePad GmbH noch, mit der Auslieferung der ersten Geräte vor Apple mit dem iPad zu beginnen. Allerdings blieben insbesondere hinsichtlich der Software noch starke Reserviertheit und Skepsis.
Die erste Pressekonferenz am 12. April 2010 führte jedoch zu heftiger Kritik, Begriffe wie „Fake“, „Desaster“ oder „PR-Gau“ fielen in der Berichterstattung. Bei der Präsentation des Prototyps wurde auf dem Gerät nicht das WePad OS gezeigt, stattdessen wurde ein Demo-Video der Software auf einem Windows-System vorgeführt, wobei der Anschein eines lauffähigen Wetab OS erweckt wurde. Erst eine Windows-Fehlermeldung enttarnte die Täuschung.
Als Grund gaben die Verantwortlichen später an, das Vorseriengerät habe mehrere Tage beim Zoll festgehangen. Daher sei es nicht mehr möglich gewesen, rechtzeitig vor der Präsentation das WePad OS zu installieren. Die anwesenden Fachjournalisten zeigten sich äußerst skeptisch hinsichtlich der Marktreife, zumal bekanntgegeben wurde, dass man doch erst im August mit der Auslieferung beginnen werde.
Die entsprechenden Eindrücke konnten mit späteren Präsentationen lauffähiger Geräte dann teilweise behoben werden. Auf einer Pressekonferenz am 26. April 2010 wurden dann drei lauffähige Vorseriengeräte mit Linux gezeigt und im Juni auf dem Linuxtag 2010 erstmals ein funktionsfähiges Modell vorgestellt. Am 7. Mai 2010 gab der Hersteller bekannt, dass der Name des Gerätes und Unternehmens von ursprünglich WePad in WeTab geändert wurde, um das Produkt „am internationalen Markt für Tablet-Computer noch deutlicher abzugrenzen“.

### Veröffentlichung und Rückzug von Neofonie
Ende September 2010 erschien dann das WeTab offiziell. Als große Distributoren konnten Amazon und Media-Markt gewonnen werden, die Produkthaftung sowie den Support übernahm Medion. Erste Tests und Anwenderberichte schwankten zwischen „unbenutzbar“ bis „gefällt mir gut“. Generell merkten aber alle Rezensenten an, dass das WeTab zahlreiche Unfertigkeiten aufweise. Der Hersteller versprach, zügig durch Updates nachzubessern.
Einer der beiden Geschäftsführer, Helmut Hoffer von Ankershoffen, Vertreter von Neofonie, musste dann am 4. Oktober von seinen Positionen zurücktreten, nachdem bekannt wurde, dass er unter falschem Namen bei Amazon.com positive Rezensionen verfasst hatte. Wenige Tage später gab Gruner+Jahr bekannt, die Kooperation mit Neofonie beim WeTab nicht mehr fortzuführen. Im November 2010 zog sich die Neofonie GmbH wegen ihrer Verzögerungen bei der Fertigstellung der E-Publishing-Software dann vollständig aus der WeTab GmbH zurück, die damit eine 100%ige Tochter der 4tiitoo AG wurde. Die ursprüngliche Absicht, mit dem Gerät eine E-Publishing-Plattform zu bieten, wird seit dem Rückzug von Neofonie nicht mehr weiter verfolgt.

### Neuausrichtung
Seither führt Tore Meyer zusammen mit Stephan Odörfer das Unternehmen. Unmittelbar nach dem Rücktritt von Ankershoffen versprach Meyer ein Ende der Pannen: „Wir haben es ganz sicher unterschätzt und kaum ein Fettnäpfchen ausgelassen“, es sei falsch gewesen, mit dem Gerät, so wie es war, in den Markt zu gehen, zum Ausgleich versprach er umfangreiche Aktualisierungen.
Seit dem Wechsel der Geschäftsführung wurden mehrere Updates veröffentlicht, die Mängel behoben, Funktionen freischalteten und zusätzliche Features lieferten: am 19. Oktober 2010 (u. a. verbessertes Multitouch und Bluetooth, GPS in Anwendungen, HDMI aktiviert), am 8. November 2010 (Touchscreen-Firmware), 15. November 2010 (u. a. DVB-T mit App, Zugang zum Adobe Air Marketplace, Unterstützung von UMTS-USB-Sticks) und am 9. Dezember 2010 (u. a. Drucken). Für Entwickler wurden erstmals am 11. November 2010 Tools veröffentlicht (Virtual Machine, Recovery Boot Stick). Am 24. Dezember 2010 folgten unter anderem ein Software Development Kit und Teile des Quelltexts des WeTab-OS.
Entsprechend verbesserte sich allmählich die Berichterstattung. War nach Ansicht des Computermagazins Chip nach dem ersten Software-Update Ende September das Gerät immer noch „bestenfalls im Beta-Stadium“, würdigten andere Medien in der Folge die hohe Updatefrequenz und entsprechende Fortschritte. Weiterhin monierten jedoch fast alle Tester hardwareseitig den blickwinkelabhängigen Bildschirm, den Lüfter, das Gewicht sowie die Akku-Laufzeit und softwareseitig das magere App-Angebot, die zu dieser Zeit noch fehlende Android-Unterstützung und gehäufte kleinere Schwächen (insbesondere beim Touchscreen). Zuspruch fanden vor allem die leistungsfähige Hardware, die zahlreichen Anschlussmöglichkeiten sowie die Flash-Unterstützung.
Zum Jahresende 2010 wurde das WeTab nach den Updates erneut getestet. Bild.de verglich das WeTab wieder mit dem iPad, sah darin aber weiterhin keine Alternative: „Das Update liefert einige wichtige Funktionen nach, die zum Start des WeTab gefehlt haben. Trotzdem bietet das Tablet für seinen stolzen Preis […] zu wenig.“ CNET wies hingegen auf das gänzlich andere Profil des Gerätes hin und kam zu einem anderen Schluss: „Das WeTab ist mehr ein Touchscreen-Netbook als ein iPad. Es kann unglaublich viel, ist toll ausgestattet und auf Reisen ein toller Begleiter. Aber nur, wer sich darauf einlassen möchte und Computerfan ist, wird damit glücklich. Multimedia-Fans sollten doch lieber bei Apple bleiben.“
Mitte Dezember 2010 begann der Vertrieb der Geräte in den Niederlanden, Partner waren hier The Phone House und Makro. Die WeTab GmbH gab bekannt, dass sie dies nur als ersten Schritt auf dem Wege der Internationalisierung des Vertriebs sehe und kündigte die Einführung in weiteren Ländern für 2011 an.
Am 17. Februar 2011 begann die Registrierung für Entwickler für den WeTab-Market, der jedoch erst später im Jahr als „Community Repository“ freigeschaltet wurde.
Hersteller 4tiitoo dementierte während der Computex Computermesse 2011 in Taipeh, dass ein WeTab2 geplant sei.
4tiitoo kündigte am 29. September 2011 an, im ersten Quartal 2012 den Wandel von Meego zum neuen Betriebssystem Tizen mitzuvollziehen. Die Kompatibilität zu den bisher unterstützten Plattformen solle dabei gewahrt bleiben. Am 15. November 2011 gab 4tiitoo ein Investment des „Intel Capital AppUp Fund“ zum Ausbau des Software-Angebotes auf dem WeTab bekannt.
Am 27. Juni 2012 gab 4tiitoo im offiziellen Forum bekannt, das WetabOS künftig nicht mehr weiterzuentwickeln, jedoch die Server weiterzubetreiben.

### Seadot
Nachdem 4tiitoo die Entwicklung des WeTabOS eingestellt hatte, entschloss sich die Wetab-Community, eine eigene Linux-Distribution für das WeTab zu entwickeln. Der Name wurde von einem Entwickler festgelegt, nachdem eine Abstimmung in der Community nicht zufriedenstellend verlief. Als Basis für Seadot diente Mer und als Oberfläche sollte im Rahmen eines Schulprojekts die Oberfläche //Enigma entwickelt werden. Die entwickelte Oberfläche sollte als ein Proof of Concept dienen und deshalb später vollkommen in Seadot integriert werden. Das Projekt kam nie über die Betaphase hinaus und wird seit Mitte 2013 nicht weiterentwickelt.

### Aktualisierungshistorie
Seit Erscheinen des WeTab wurden folgende Aktualisierungen ausgeliefert:
| Version | Datum      | Aktualisierungsbeschreibung |
| ------- | ---------- | --- |
| 2.4.1   | 19.01.2012 | neue Features - Kernel-Aktualisierung auf Version 3.2 mit Unterstützung für weitere externe Geräte - Verbesserte Energiemanagement-Funktionalitäten - Erhöhte Grafik- und Videoleistung - Verbesserter Lagesensor für Rotation - Verbesserte Netzwerkstabilität für WLAN und Bluetooth - Leistungs- und Stabilitätsoptimierungen - Nachbesserung für das in seltenen Fällen auftretende “Passwort-vergessen”-Problem - Weitere diverse Fehlerbehebungen |
| 2.4     | 27.10.2011 | neue Features - Erhöhte HD-Video-Leistung - Hardwarebeschleunigung für weitere Videoformate (MPEG4, MSMPEG, DIX 3/4/5, XVID) - Kernel-Aktualisierung auf Version 3.1 mit Unterstützung für weitere externe Geräte - Verbesserung des Pinnwand-Scrolling mit neuem Konfigurationsmodus - Über Root-Shell oder Repository Browser installierte Apps sind nun direkt auf der Pinnwand verfügbar - Pinnwand-Bouncing oben und unten - Erweiterte Möglichkeiten im Widget-Creator für eigene Widgets - Automatisches Ausschalten der Bildschirmtastatur, wenn externe Tastatur verwendet wird - Automatisches Ausschalten des Mauszeigers, wenn eine externe Maus verwendet wird - Verbesserung der Implementierung des Touchscreen-Treibers - Neues WeTab-UI in den Splash-Screens und am Pinnwandhintergrund - Fehlerbehebungen - Leistungs- und Stabilitätsoptimierungen                                                                                      |
| 2.3.1   | 04.08.2011 | neue Features - Leistungs- und Stabilitätsoptimierungen - Verschiedene Fehlerbehebungen |
| 2.3     | 07.07.2011 | neue Features - Leistungs- und Stabilitätsoptimierungen - Unterstützung von HD-Flash-Videos - Neue Tastatur (Mehrsprachigkeit, Gestenunterstützung) - Optimierte Touchscreen-Firmware - Verbesserte Pinnwand - Zahlreiche aktualisierte Apps (z. B. Firefox, OpenOffice) neue Fehler - Die Tastatur öffnet sich bei allen Programmen nicht gleich |
| 2.2     | 29.04.2011 | neue Features - Leistungs- und Stabilitätsoptimierungen - Neue Sprachen (Deutsch, Englisch, Niederländisch, Spanisch, Italienisch und Französisch) |
| 2.1.3   | 17.03.2011 | - Wartungsaktualisierung |
| 2.1.2   | 16.02.2011 | - Kleinere Aktualisierung |
| 2.1.1   | 16.02.2011 | neue Features - Unterstützung der Netzwerkfreigaben für Windows - Vollständige Unterstützung von Java - Direkte Integration von Adobe AIR-Apps in der Pinnwand - Option zum Rechtsklick in Applikationen |
| 2.1     | 09.12.2010 | neue Features - Unterstützung von Netzwerk- und USB-Druckern - Erweiterte Tastatur (mehr Sonderzeichen) - Multitouch für Gameframe-Apps - Ermöglichung der Abschaltung vollautomatischer Aktualisierungen behobene Fehler - Netzwerkkomponenten aktualisiert (WLAN, 3G, Bluetooth) - SD-Karte wird dauernd als USB-Fähnchen angezeigt - Mozilla Thunderbird ist jetzt auf Deutsch neue Fehler - Problem bei der Ausführung der Aktualisierung, wenn Pidgin installiert ist (oder ähnliches) - Bluetooth-Mikrofon vom Headset wird nicht verwendet, sondern das WeTab-eigene Mikro - Pinnwand defekt … Bricht bei Initialisierung mit Fehler ab |
| 2.0.3   | 25.11.2010 | neue Features - Dateibrowser (Einfügen/Kopieren/u. ä. Bedienelemente wurden in die obere Leiste verschoben) - neue Anwendungen im Market: - Thunderbird (3.0.4 englisch) - Gimp - gedit - GCompris - Vym - Stellarium - Brasero - (fennec) wieder aus dem Market entfernt - Medien-Galerie deutlich besser (automatische Rotation, Zoom mit korrekter Auflösung, lädt schneller) behobene Fehler - Claws Mail, und weitere Widgets lassen sich von der Pinnwand entfernen neue Fehler - Aktualisierung wurde auch über 3G (mobiles Internet) gemacht |
| 2.0.2   | 15.11.2010 | neue Features - GPS funktioniert in BingMaps - MeTV (DVB-T funktioniert mit ausgewählten Sticks) - Unterstützung von UMTS-USB-Sticks für das 16-GB-Modell - Adobe Air Market - Aktualisierung von Bing Maps, 4Tiitoo-Browser, E-Book-Reader, Filebrowser, Medien-Galerie - teilweise rechter Mausklick behobene Fehler - Bing-Maps findet im Programm Orte mit Umlauten, im Widget (auf der Pinnwand) noch nicht neue Fehler - Videos in 720p, die vorher ruckelfrei abgespielt wurden, ruckeln nun |
| 1.13    | 04.10.2010 | neue Features - Rotation deaktivierbar (Info->Einstellungen) - Umbenennen von Dateien möglich - Bildbetrachter kann nun auch Dateien öffnen und Bilder (einmal antippen) zurücksetzen behobene Fehler - Kalibrierung des Touchpads verbessert neue Fehler - Softwareversionsnummer identisch mit Update vom 30. September 2010 - aus „Chrome“ funktioniert für Downloads „In Ordner Anzeigen“ und „Öffnen“ nicht mehr - Bildbetrachter Funktion „Öffnen“ merkt sich leider bei erneutem „Öffnen“ nicht den Pfad des letzten Bildes - Deaktivierung der Rotation wird nicht gespeichert - Aktualisierungsdatum wird in der Geräteinformation nicht angepasst |
| 1.13    | 30.09.2010 | neue Features - Aktivierung des HDMI-Anschlusses - Multitouch teilweise aktiviert (Bildervorschau hat nun die gewohnten Funktionen mit Pinch&Zoom und Rotation; Browser und Mediengalerie keine Multitouch Funktion) - Anzeige des Mauszeigers bei Anschluss einer Maus vor dem Hochfahren - Update von bestehenden Applikationen wie Browser, Mail, Dateibrowser und Mediengalerie - Sensortaste Ein- und Ausschalten (Einstellungen/Anwendungen/Kurzwahltaste) - Aktualisierungsprozess manuell startbar (Einstellungen/Allgemeines/Aktualisierung) - Benutzerreset in den Einstellungen (Einstellungen/Allgemeines/Benutzerkonto zurücksetzen) - E-Book-Reader funktioniert nun hochkant - UMTS/3G-Einstellungen werden jetzt gespeichert behobene Fehler - „%“-Taste auf der Tastatur eingerichtet - Pinnwand: Widgets lassen sich wieder verschieben und löschen - OpenOffice ist jetzt auf Deutsch neue Fehler - Kalibrierung des Touchpads verstellt |

## Nachweise
1. ↑  
peoplecheck.de
2. ↑  4tiitoo AG in der Insolvenz. insolvenz-portal.de, 6. Dezember 2013.
3. ↑  
teltarif.de
4. ↑  
Bekanntgabe. wetab.mobi, offizielle Website; abgerufen am 22. Januar 2011.
5. 1 2 3 4  
Aktuelle WePad Produktspezifikationen
6. 1 2  
Christian Wölbert: WeWait – Das WeTab von 4tiitoo und Neofonie. In: c’t. 19. November 2010, abgerufen am 29. Dezember 2010.
7. ↑  
Gerd Kamp: wePad resp. tiitoo – Ein deutsches iPad? In: relations.ka2.de. 19. März 2010, abgerufen am 12. Dezember 2010.
8. 1 2 3  
WeTab GmbH jetzt hundertprozentige Tochter der 4tiitoo AG. Gemeinsame Pressemitteilung zum Ende des Joint-Venture, wetab.mobi, 15. November 2010.
9. ↑  
Christian Wölbert: iPad, WePad oder die Telekom? Die Verlage und das Plattform-Puzzle. heise mobil, 26. März 2010.
10. ↑  
Matthias Kremp: Tablet-PC - Deutsche Firma will dem iPad Konkurrenz machen. In: Spiegel Online. 18. März 2010, abgerufen am 13. Dezember 2010.
11. 1 2  
R. Benz: Das WeTab-Desaster. 3sat, 12. November 2010,
12. ↑  WeTab-Papst im Interview mit Netzwelt.de, abgerufen am 22. Juli 2011
13. ↑  
Martin Heller, Matthias Kremp: Tablet-Rechner: Das WePad kommt dann später. In: Spiegel Online. 13. April 2010, abgerufen am 25. April 2010.
14. 1 2  
Das WePad gibt es wirklich. Heise.
15. ↑  
Linuxtag 2010: Wetab präsentiert samt Schnittstellen, Flash und Office. Linux-Magazin, 11. Juni 2010
16. ↑  
Volker Briegleb: Neuer Name für das WePad. heise online, 7. Mai 2010.
17. ↑  
Das Halbfertig-Tablet. In: Spiegel Online. 29. September 2010, abgerufen am 30. September 2010.
18. 1 2  
Daniel Kottmair: Wetab-Testgerät in der Redaktion – Wetab: Erste Eindrücke. linux-community.de, 24. September 2010.
19. ↑  
PR-Desaster um WeTab: Ein Eigenlob zu viel. Spiegel Online, 4. Oktober 2010
20. ↑  
Christian Wölbert: G+J geht auf Distanz zu Neofonie und dem WeTab. heise mobil, 7. Oktober 2010.
21. ↑  
Hans Evert: Neuer WeTab-Chef steht vor einem Scherbenhaufen. Welt Online, 10. Oktober 2010.
22. ↑  
WeTab: Media Markt sucht Beta-Tester. In: chip.de. 1. Oktober 2010, archiviert vom Original (nicht mehr online verfügbar); abgerufen am 5. Oktober 2010.
23. ↑  
Test WeTab 3G - Liebe auf den zweiten Blick? notebookjournal.de, 15. Dezember 2010; abgerufen am 20. Dezember 2010.
24. 1 2  
Hans von der Burchard, Julian Rosin: Wie gut ist das WeTab mit neuer Software? Bild.de, 27. Dezember 2010.
25. 1 2  
Daniel Schräder: WeTab mit neuer Software im Test: mehr Netbook- als iPad-Killer In: CNET, 29. Dezember 2010, cnet.de
26. ↑  
Pressemitteilung. wetab.mobi, 21. Dezember 2010; abgerufen am 29. Dezember 2010.
27. ↑  
WeTab startet Software-Shop. ntv.de, 17. Februar 2011.
28. ↑  4tiitoo dementiert Planung eines WeTab2. Golem, 1. Juni 2011; abgerufen am 6. Juni 2011.
29. ↑  WeTab – 4tiitoo AG erweitert den offenen Ansatz des WeTab OS mit der Integration von Tizen™ und HTML5. wetab.mobi; abgerufen am 3. Januar 2012.
30. ↑  WeTab – 4tiitoo AG erhält Investment aus dem Intel Capital AppUp Fund℠ zur Erweiterung des WeTab OS Ecosystems. wetab.mobi; abgerufen am 3. Januar 2012.
31. ↑  Wetab-Community: Fragen an … wetab-community.com
32. ↑  Umfrage neuer Name für das Community-OS. Wetab-Community.
33. ↑  enigma-projekt.org (Memento vom 14. April 2013 im Webarchiv archive.today)
34. ↑  Neues Seadot USB-Image. Wetab-Community.
35. ↑  Nur mal ’ne dumme Frage. Wetab-Community.
36. ↑  WeTab – Release Notes. wetab.mobi; abgerufen am 4. November 2011